# WWE Battleground
WWE Battleground, conhecido como NXT Battleground desde 2023, é um evento de luta livre profissional produzido pela WWE, uma promoção situada em Connecticut. O evento foi criado em 2013 e realizado anualmente até 2017 para o plantel principal da WWE. Foi então revivido em 2023 como um evento anual para a marca de desenvolvimento da empresa, o NXT.
De 2013 a 2017, o evento foi transmitido por meio de pay-per-view (PPV) tradicional e, a partir de 2014, começou a ser transmitido simultaneamente ao vivo no WWE Network, o que foi expandido para o Peacock a partir de 2023. O evento inaugural de 2013 ocorreu em outubro e substituiu o Over the Limit. Em 2014, o Battleground foi transferido para o mês de julho, tornando-se o PPV anual de julho da promoção. Para coincidir com a extensão da marca que foi reintroduzida em julho de 2016, o evento de 2017 foi realizado exclusivamente para lutadores da marca SmackDown. O evento foi então descontinuado quando a WWE reduziu a quantidade de PPVs anuais produzidos depois de terem descontinuado os PPVs exclusivos da marca após a WrestleMania 34 em abril de 2018. Após cinco anos, o evento foi revivido em 2023 como um evento anual para o NXT. Em 2024, o evento foi programado para ser realizado em maio, mas foi adiado para junho.

## História
Em 29 de julho de 2013, episódio do Raw, a WWE anunciou um novo pay-per-view (PPV) intitulado Battleground a ser realizado em 6 de outubro daquele ano no First Niagara Center em Buffalo, Nova York. Ele substituiu o Over the Limit, que foi realizado anualmente em maio de 2010 a 2012, mas seria realizado em outubro de 2013 antes que a WWE decidisse descontinuar o Over the Limit. O evento retornou em 2014, mas foi transferido para julho, estabelecendo assim o evento como o PPV anual de julho da WWE. Além do PPV, o evento de 2014 foi o primeiro Battleground a ir ao ar no serviço de streaming online da WWE, o WWE Network, lançado no início daquele ano em fevereiro.
O evento de 2016 foi considerado o último evento PPV com lutadores das marcas Raw e SmackDown, antes que a extensão da marca recém-reintegrada entrasse em vigor; depois do SummerSlam daquele ano, os PPVs mensais tornaram-se exclusivos da marca, excluindo os "Big Four" (Royal Rumble, WrestleMania, SummerSlam e Survivor Series). O evento de 2017 foi por sua vez um evento exclusivo do SmackDown. Esperava-se que o Battleground voltasse em 2018 para a marca Raw; no entanto, o evento foi retirado da programação de PPVs da WWE, pois após a WrestleMania 34 daquele ano, os PPVs exclusivos da marca foram descontinuados, resultando na redução da quantidade de PPVs anuais produzidos pela WWE.
Em 30 de março de 2023, a WWE anunciou que o Battleground seria revivido para o seu território de desenvolvimento, o NXT, com data marcada para 28 de maio de 2023. Além do WWE Network, o evento foi transmitido ao vivo pela primeira vez no Peacock nos Estados Unidos devido à fusão da versão americana do WWE Network com o Peacock em março de 2021. Diferentemente dos Battlegrounds anteriores, o evento não foi transmitido por PPV, já que, a partir de 2022, os principais eventos do NXT ficaram disponíveis apenas nas plataformas de transmissão ao vivo da WWE. O NXT Battleground também foi transmitido no mesmo dia do Double or Nothing, um evento PPV produzido pela All Elite Wrestling (AEW), que é o evento principal da AEW, marcando a primeira vez desde 1989 que duas grandes promoções produziram eventos principais no mesmo dia, após a WrestleMania V da WWE e o Clash of the Champions VI da World Championship Wrestling. Um segundo NXT Battleground foi programado para 2024, estabelecendo o Battleground como um evento anual de transmissão ao vivo para o NXT; originalmente agendado para 26 de maio, foi adiado para 9 de junho.

## Eventos
|  | Evento com a marca SmackDown |  | Evento com a marca NXT |

| 1                                                 | Battleground (2013)     | 6 de Outubro de 2013 | Buffalo, Nova Iorque    | First Niagara Center  | Randy Orton vs. Daniel Bryan pelo vago Campeonato da WWE                                                                           | [ 9 ] [ 10 ] |
| 2                                                 | Battleground (2014)     | 20 de julho de 2014  | Tampa, Flórida          | Tampa Bay Times Forum | John Cena (c) vs. Randy Orton vs. Kane vs. Roman Reigns em uma luta fatal four-way pelo Campeonato Mundial de Pesos Pesados da WWE | [ 1 ]        |
| 3                                                 | Battleground (2015)     | 19 de julho de 2015  | St. Louis, Missouri     | Scottrade Center      | Seth Rollins (c) vs. Brock Lesnar pelo Campeonato Mundial de Pesos Pesados da WWE                                                  | [ 11 ]       |
| 4                                                 | Battleground (2016)     | 24 de julho de 2016  | Washington, D.C.        | Verizon Center        | Dean Ambrose (c) vs. Roman Reigns vs. Seth Rollins em uma luta triple threat pelo Campeonato da WWE                                | [ 2 ]        |
| 5                                                 | Battleground (2017)     | 23 de julho de 2017  | Filadélfia, Pensilvânia | Wells Fargo Center    | Jinder Mahal (c) vs. Randy Orton em uma luta Punjabi Prison pelo Campeonato da WWE                                                 | [ 3 ]        |
| 6                                                 | NXT Battleground (2023) | 28 de maio de 2023   | Lowell, Massachusetts   | Tsongas Center        | Carmelo Hayes (c) vs. Bron Breakker pelo Campeonato do NXT                                                                         | [ 5 ]        |
| 7                                                 | NXT Battleground (2024) | 9 de junho de 2024   | Enterprise, Nevada      | UFC Apex              | Trick Williams (c) vs. Ethan Page pelo Campeonato do NXT                                                                           | [ 8 ]        |
| 8                                                 | NXT Battleground (2025) | 25 de maio de 2025   | Tampa, Flórida          | Yuengling Center      | Joe Hendry (c) vs. Trick Williams pelo Campeonato Mundial da TNA                                                                   | [ 12 ]       |
| (c) – refere-se ao(s) campeão(s) indo para a luta |                         |                      |                         |                       | |              |